# Expedition 15
Expedition 15 var den 15:e expeditionen till den Internationella rymdstationen (ISS).
Två besättningsmedlemmar (Fjodor Jurtjichin och Oleg Kotov) sköts upp från Kosmodromen i Bajkonur, den 7 april 2007 ombord Sojuz TMA-10. De anslöt då till Sunita Williams som anlänt i december 2006 med STS-116, då tillhörande Expedition 14. I juni 2007 ersatte Clayton Anderson Williams som den tredje besättningsmedlemmen. Williams återvände till jorden med STS-117.

## Besättningen
| Position       | Första delen (7 april - juni 2007)           | Andra delen (juni - 21 oktober 2007)        |
| -------------- | -------------------------------------------- | ------------------------------------------- |
| Befälhavare    | Fjodor Jurtjichin, RSA Hans andra rymdfärd   | Fjodor Jurtjichin, RSA Hans andra rymdfärd  |
| Flygingenjör 1 | Oleg Kotov, RSA Hans första rymdfärd         | Oleg Kotov, RSA Hans första rymdfärd        |
| Flygingenjör 2 | Sunita Williams, NASA Hennes första rymdfärd | Clayton Anderson, NASA Hans första rymdfärd |

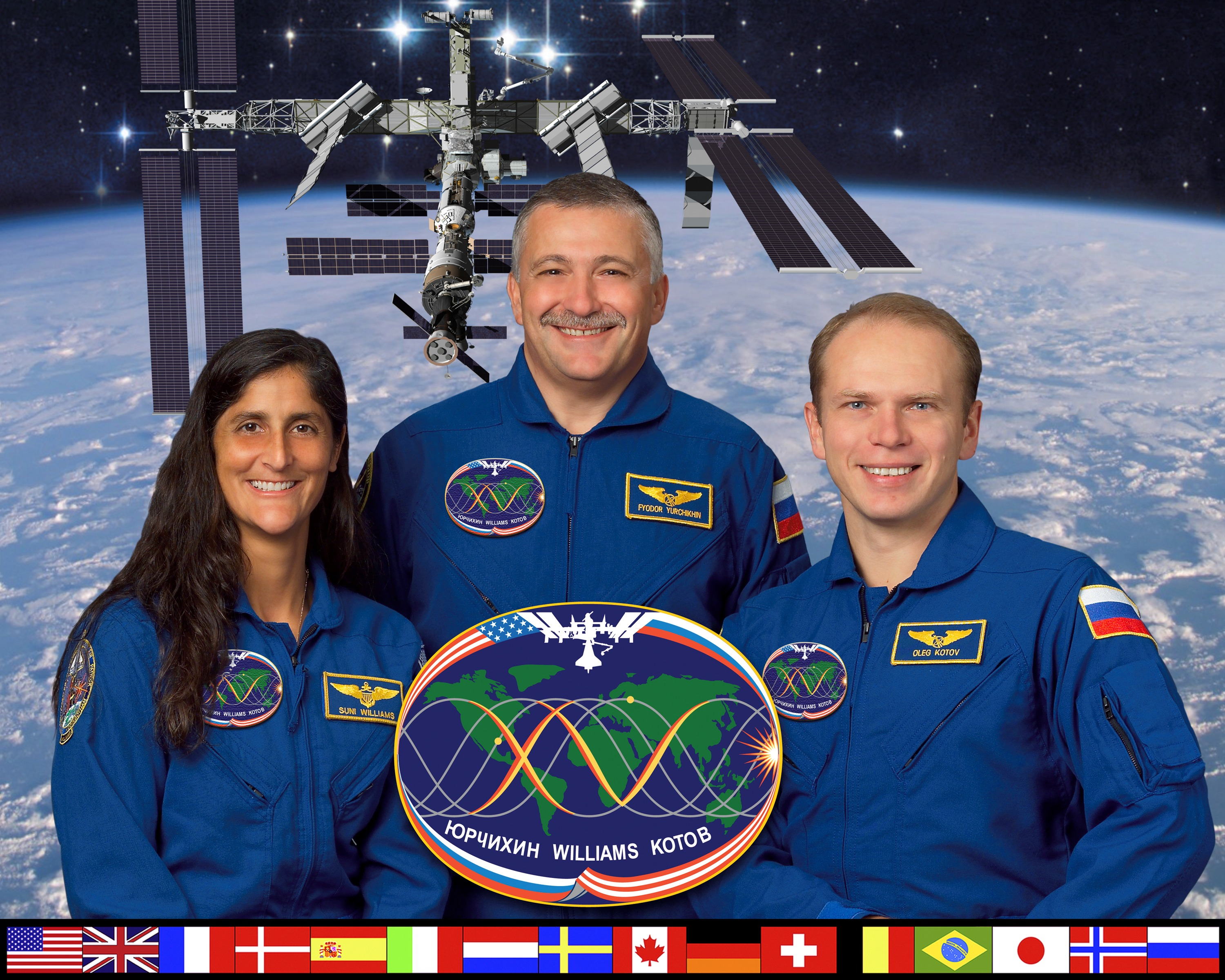
Expedition 15. första delen
Från vänster: Williams, Jurtjichin, Kotov

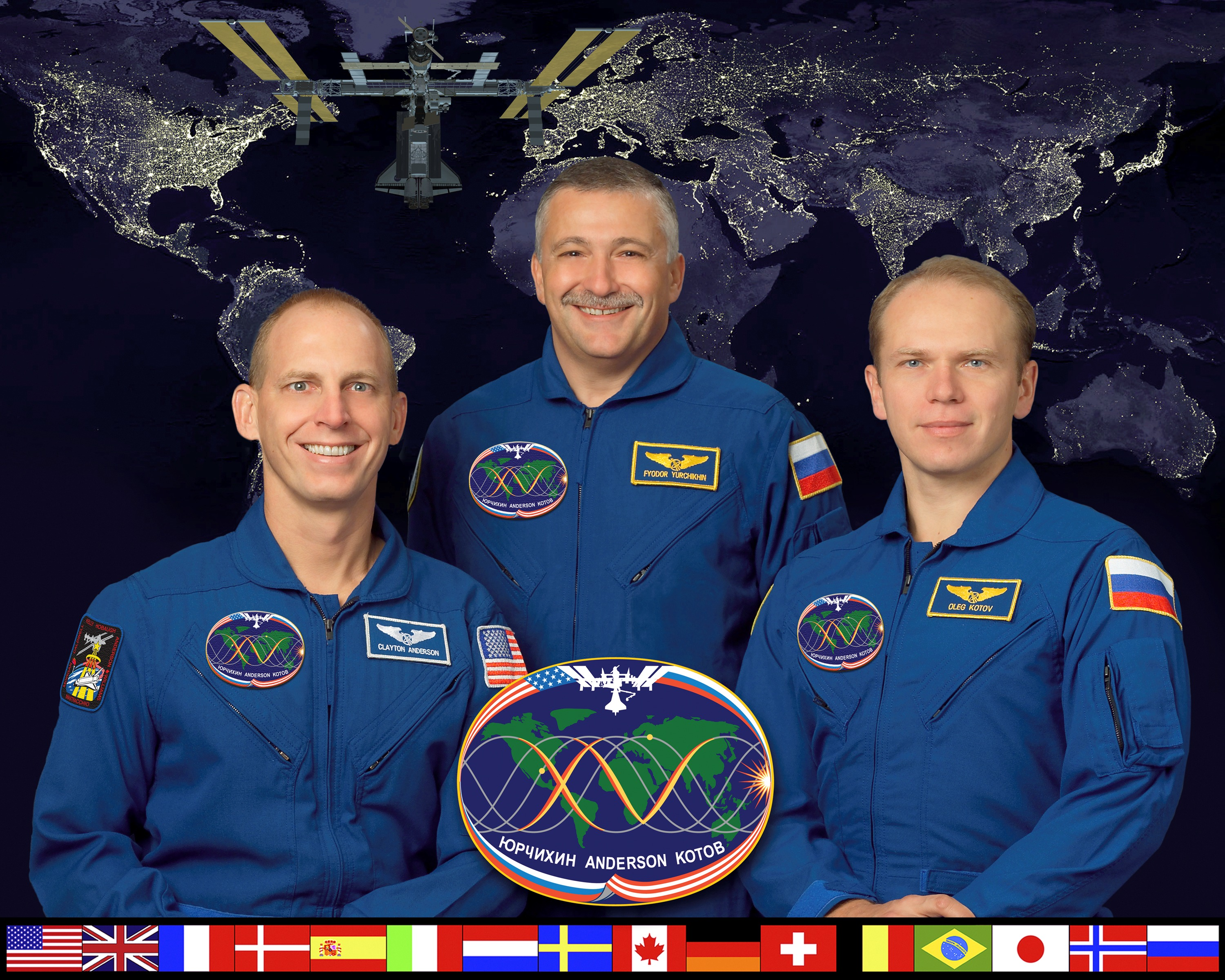
Expedition 15. andra delen
Från vänster: Anderson, Jurtjichin, Kotov

(#) antal rymdfärder som varje besättningsmedlem avklarat, inklusive detta uppdrag.

## Rekord för kvinnliga astronauter
När Sunita Williams landade med STS-117 blev hon den kvinna som dittills varit längst i rymden. Med 195 dagar i rymden passerade hon därmed Shannon Lucids tidigare rekord på 188 dagar från 1996. Williams innehade även rekordet för rymdpromenader utförda av en kvinna, med 4 rymdpromenader på sammanlagt 29 timmar och 17 minuter.